# بياس دي سيغورا
بلدية بياس دي سيغورا (بالإسبانية: Beas de Segura) هي بلدية تقع في مقاطعة جيان التابعة لمنطقة أندلسية جنوب إسبانيا.

## الديموغرافيا
بلغ عدد سكان بلدية بياس دي سيغورا 5.763 نسمة عام 2011 (وفقاً للمعهد الوطني للإحصاء الإسباني).
| 8.261 | 8.135 | 5.661 | 5.456 | 5.571 | 5.591 | 5.763 |

## أعلام
- أوربانو أورتيغا